# Kreuzscheibe
Eine Kreuzscheibe ist ein Instrument der Geodäsie (Erdvermessung) zum Abstecken rechter Winkel. Sie besteht aus einem kegelförmigen Metallkörper, 10 cm hoch, 14 cm am größten Durchmesser, mit kreuzförmig angeordneten Zielschlitzen. Sie ist auf einen stabilen Metallstab geschraubt und hat eine Dosenlibelle zur Kontrolle der Senkrechtstellung. Die Kreuzscheibe dient zur Errichtung von Loten, indem man sie auf einem bekannten Fußpunkt einsetzt und durch die Schlitze die Fluchtstäbe einweist. Damit ist sie vor allem für Absteckungen geeignet, wobei sich ihr stabiler Bau und ihre robuste Handhabung sehr bewährt. Über die jeweils gegenüberliegenden Zielschlitze ist eine Visur möglich. Von Vorteil ist, dass man durch ihre Zielschlitze auch schräg, also bergauf oder bergab, zielen kann. Sie wird deshalb besonders oft im hügeligen Gelände (z. B. Süddeutschland) eingesetzt. Absteckung rechter Winkel bis 40 m. Die Genauigkeit beträgt ± 2 cm auf 30 m. Die Kreuzscheibe ist wenigstens seit der württembergischen Landesvermessung im Einsatz.

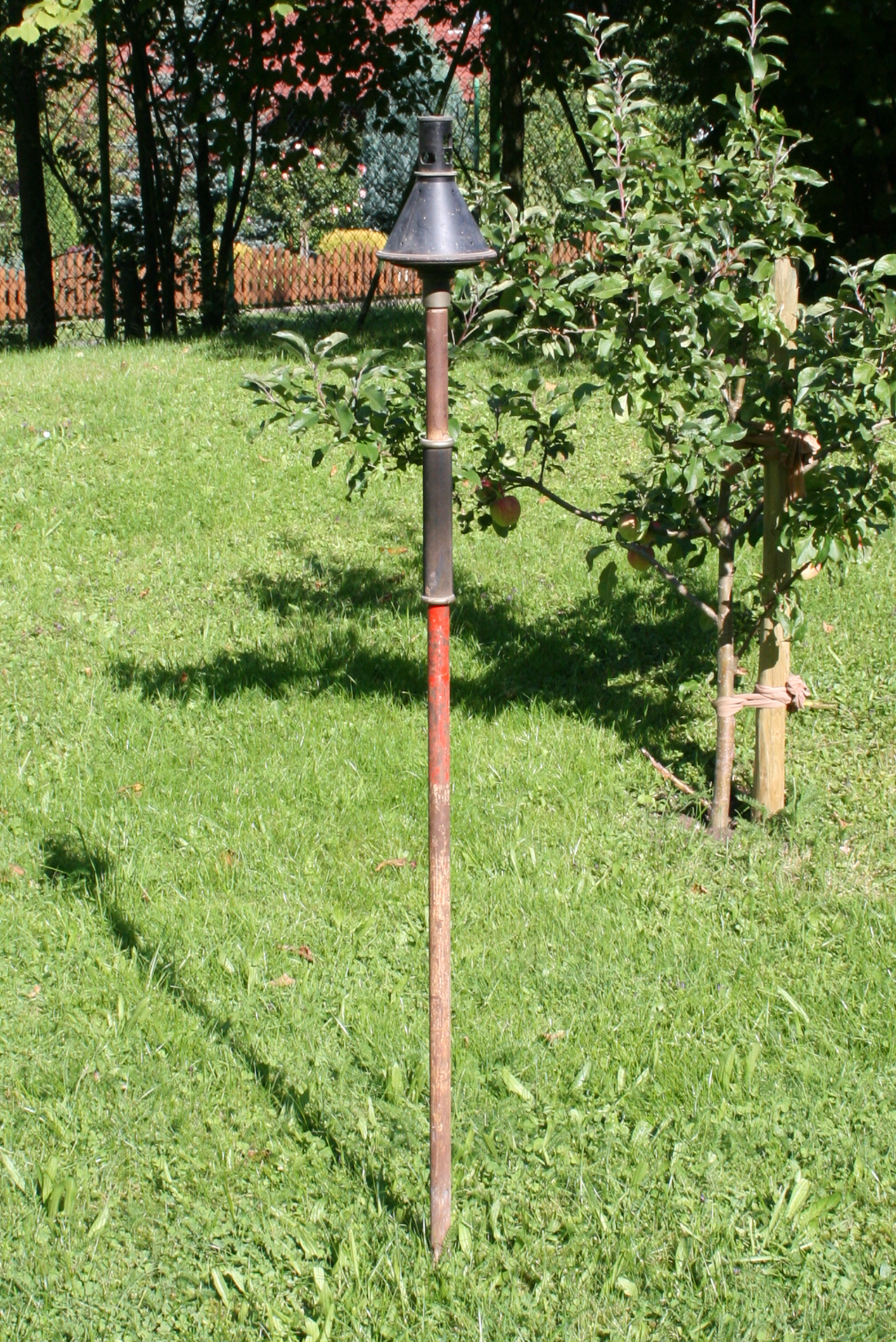
Die Kreuzscheibe
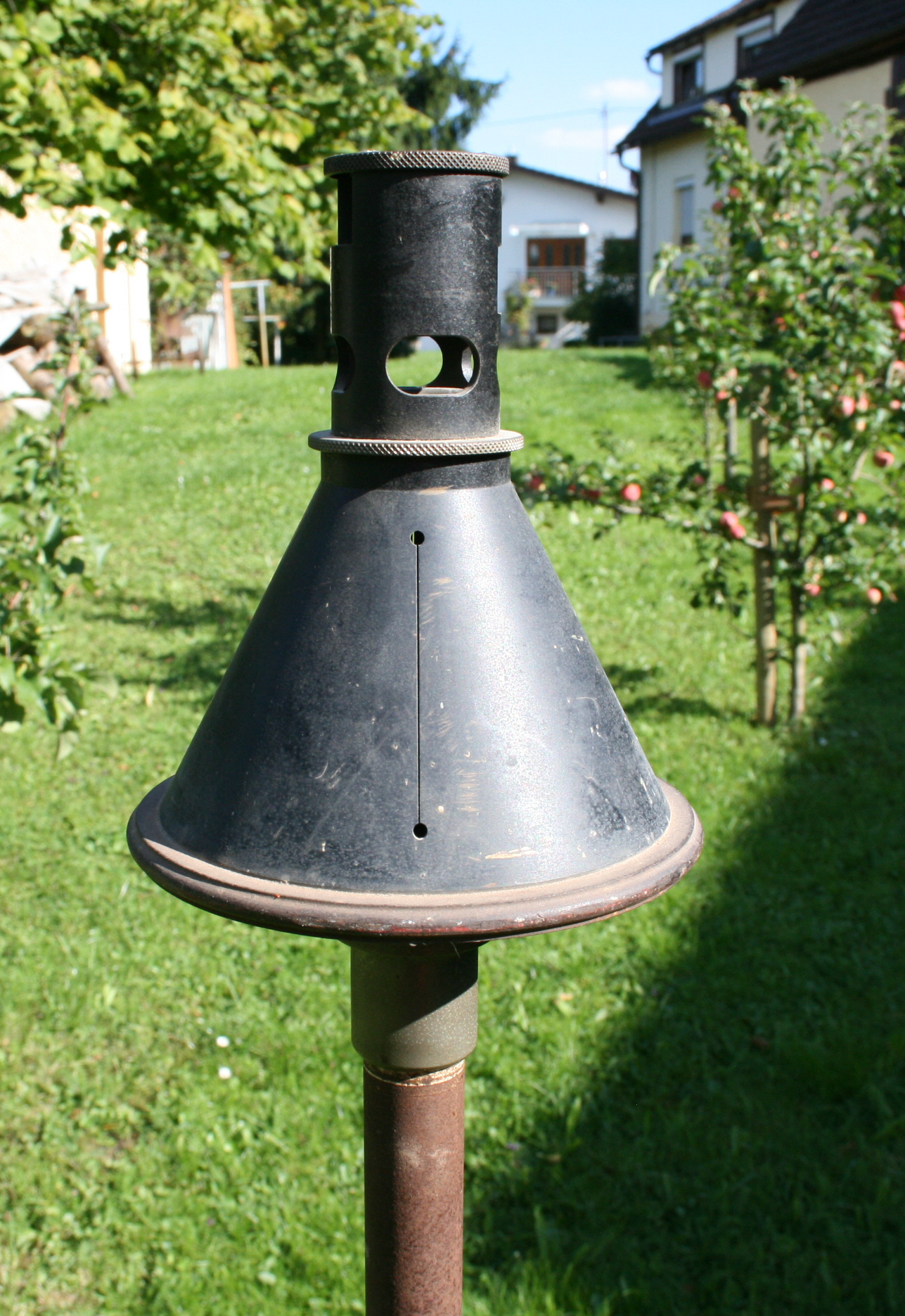
Die Kreuzscheibe

Eine nach dem gleichen Prinzip funktionierende Vorläuferin der Kreuzscheibe war die römische Groma.
Heute wird der Kreuzlinienlaser verwendet.